# Histoire de la mécanique des fluides
L'histoire de la mécanique des fluides retrace l'histoire des connaissances dans ce domaine depuis l'antiquité.

## Historique

### Jusqu'auXVIIIesiècle
Avant qu'elle ne soit étudiée, la mécanique des fluides a été largement employée pour des applications quotidiennes comme l'irrigation en agriculture, les canaux, les fontaines, etc. La sédentarisation des humains a entraîné la nécessaire invention de moyens de maîtrise de l'eau. L'irrigation à petite échelle serait née vers 6500 av. J.-C. à la fin du Néolithique. On commence à trouver de grands ouvrages hydrauliques (canaux, irrigation gravitaire) vers 3000 av. J.-C. Vers cette époque des instruments ont déjà été inventés pour mesurer le niveau des crues, des zones de marécages sont drainées et asséchées, barrages et digues pour se protéger des crues sont construits sur le Nil, le fleuve Jaune et l'Euphrate. Il est possible que les plus vieux aqueducs aient été construits en Crète au IIe millénaire av. J.-C. et en Palestine au XIe siècle av. J.-C..
L’étude de l'eau et de son comportement mécanique ne passe des applications concrètes à la théorie que tardivement. À Alexandrie au IIIe siècle av. J.-C., Archimède étudie avec les disciples d'Euclide et, en revenant à Syracuse, formule des principes qui sont à l’origine de la statique des fluides notamment avec son principe éponyme. Héron d'Alexandrie au Ier siècle a poursuivi le travail de statique des fluides en découvrant le principe de la pression et surtout du débit.
Durant l'antiquité tardive les grands travaux hydrauliques se poursuivent et se raffinent avec des aqueducs, des systèmes de distribution et d'assainissement de l'eau, mais aussi les fontaines et les bains. Ces travaux sont décrits par Frontin. Comme la plupart des sciences, l'hydrostatique et l'hydraulique disparaissent en partie de l'Europe pendant le Moyen Âge, la migration du savoir se faisant de l'ancien empire gréco-romain vers l'empire arabe. L'âge d'or islamique voit d'abord la traduction des œuvres d'Archimède, d'Euclide, et la publication par Al-Jazari du Livre des mécanismes ingénieux ou Kitāb al-Ḥiyal, ouvrage traitant de l'hydraulique et de l'hydrostatique d'Archimède,.
Du point de vue des édifices hydrauliques, si le Moyen Âge voit la disparition du système d'irrigation de la Mésopotamie à cause des invasions mongoles provoquant l'effondrement de la population locale, au VIIe siècle sous la dynastie Sui s'achève la première étape des travaux du Grand Canal qui relie Nord et Sud de la Chine.
La mécanique des fluides n'est étudiée à nouveau en Europe qu'avec les études de Léonard de Vinci au XVe siècle qui décrit à la fois les multiples types d'écoulements et formule le principe de conservation de la masse ou principe de continuité, prenant ainsi la suite de Héron. C'est lui qui jette les fondements de la discipline et introduit de nombreuses notions d'hydrodynamiques dont les lignes de courant. Comprenant intrinsèquement la problématique de résistance à l'écoulement, il conçoit le parachute, l'anémomètre et la pompe centrifuge.
Si Simon Stevin (1548-1620) découvrit les grands principes de l'hydrostatique, complétant ainsi l'œuvre d'Archimède, le Brugeois ne parvint pas cependant à les présenter sous une forme suffisamment belle et ordonnée; ce fut l'œuvre de Pascal de donner à ces découvertes une forme irréprochable. On peut dire que, si Stevin découvrit le paradoxe hydrostatique et le principe de l'égalité de pression dans un liquide, ce fut Blaise Pascal qui, dans son « Récit de la grande expérience de l'équilibre des liqueurs » de 1648, donna le premier un exposé homogène et bien ordonné de ces principes fondamentaux de l'hydrostatique. Les manifestations du paradoxe hydrostatique sont utilisées dans l'enseignement du phénomène. L'une des expériences les plus connues est le crève-tonneau de Pascal.
Le Livre II des Principia Mathematica de Newton qui traite des mouvements des corps en des milieux résistants, ne laisse aucun acquis scientifique substantiel. Cependant, selon Clifford Truesdell, les travaux de Newton ont fourni à ces deux disciplines un programme qui a été suivi pendant cinquante ans. Il faut attendre les travaux de Alexis Claude Clairaut (1713-1765) et Jean le Rond D'Alembert (1717-1783) pour que commencent à s'établir les lois de la mécanique des fluides.

### Époque moderne

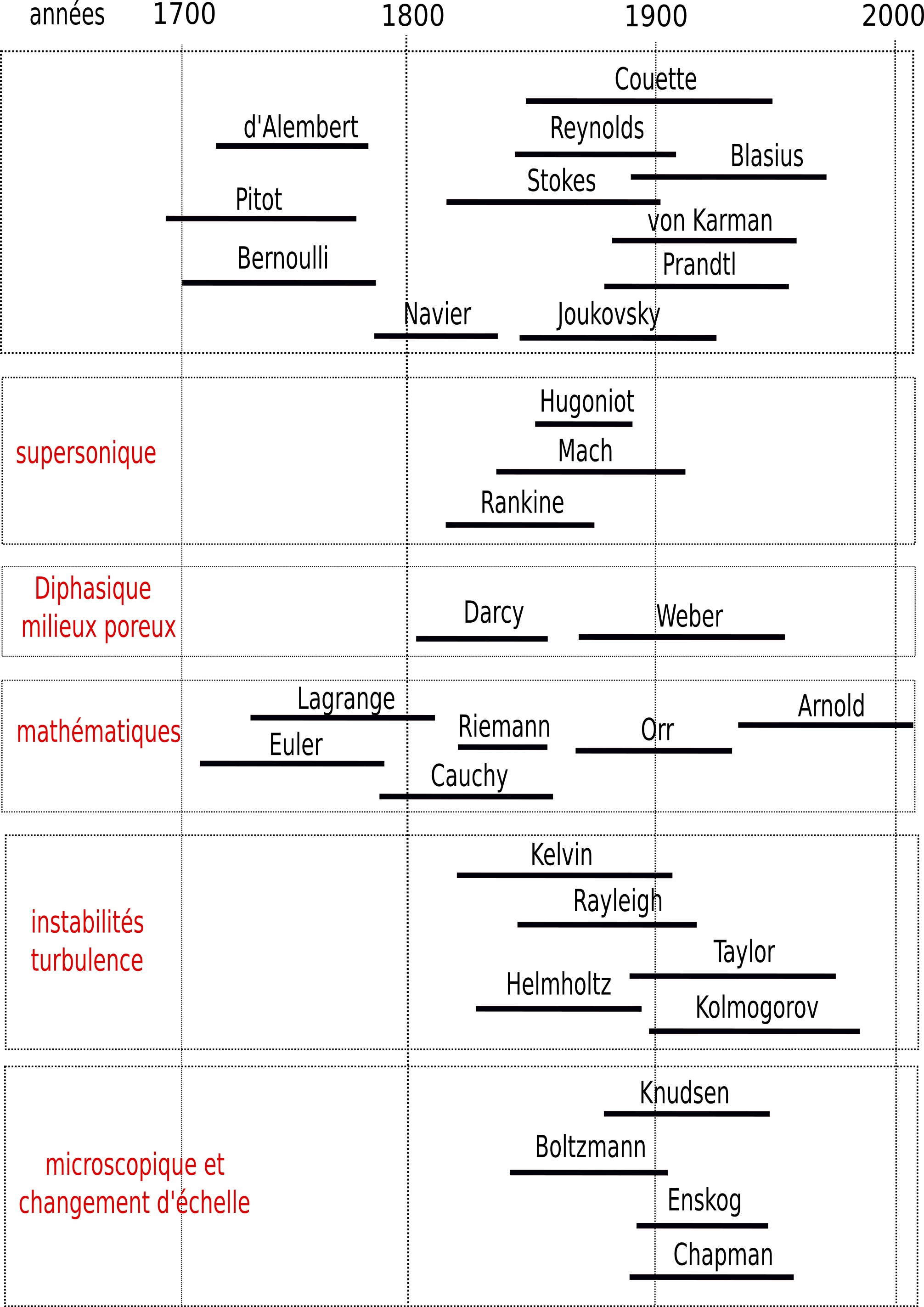
Personnalités de l'histoire de la mécanique des fluides (liste non exhaustive).

Il faut attendre l'inclusion des mathématiques à la physique pour que la mécanique des fluides gagne en profondeur. En 1738 Daniel Bernoulli établit des lois applicables aux fluides non visqueux en utilisant le principe de conservation de l'énergie mécanique. La naissance du calcul différentiel permet à Jean le Rond D'Alembert en 1749 d'exposer, en 137 pages, les bases de l'hydrodynamique en présentant le principe de la pression interne d'un fluide, du champ de vitesse et des dérivées partielles appliquées aux fluides. Leonhard Euler complète plus tard l'analyse de D'Alembert sur la pression interne et les équations de dynamique des fluides incompressibles.
En 1755 Euler publie ainsi un traité qui donne les équations à dérivées partielles décrivant les fluides parfaits incompressibles. Un peu avant, en 1752, D'Alembert relève le paradoxe à son nom qui montre que les équations contredisent la pratique : un corps plongé dans un fluide se mouvrait sans résistance d'après la théorie, ce que l'observation contredit directement. L'introduction par Henri Navier en 1820 de la notion de frottement sous forme d'un nouveau terme dans les équations mathématiques de mécanique des fluides. George Gabriel Stokes aboutit en 1845 à une équation permettant de décrire un écoulement de fluide visqueux. Les équations de Navier-Stokes marqueront toute la suite de l'histoire de la mécanique des fluides.
Cette suite prend corps dans la seconde moitié du XVIIIe siècle et la première du XXe siècle :
- développements dans les domaines incompressible ou compressible avec la création du concept de couche limite par Ludwig Prandtl qui s’avérera très fructueux, particulièrement pour l'aérodynamique et l'hydrodynamique navale,
- étude du domaine nouveau que constitue le supersonique,
- étude des écoulements en milieu poreux par Henry Darcy et des interfaces eau-air par Moritz Weber,
- l'étude des instabilités et de la turbulence, un chapitre bien loin d'être clos aujourd'hui. Ce domaine voit l'apparition d'écoles fondées par un précurseur : Prandtl à Göttingen ou l'école russe de mathématiciens par Kolmogorov[11].

Au cours de cette période un nouveau chapitre est ouvert par Ludwig Boltzmann avec la description statistique des gaz au niveau microscopique. Ce domaine sera développé par Martin Knudsen pour le domaine inaccessible à une description relevant de l'hypothèse du continu. David Enskog et Sydney Chapman montreront comment passer pour les gaz du niveau moléculaire au continu, permettant ainsi le calcul les coefficients de transport (diffusion, viscosité, conduction) à partir du potentiel d'interaction moléculaire.
Toutes les travaux théoriques s'appuient sur les travaux fondamentaux antérieurs de mathématiciens comme Leonhard Euler, Augustin Louis Cauchy ou Bernhard Riemann.
Par ailleurs le développement de nombreuses installations d'essai et de moyens de mesure permet d'obtenir de nombreux résultats. Tous ne sont pas explicables par la théorie et on voit apparaître un grand nombre de nombres adimensionnels permettant une explication et une justification d'essais effectués sur maquette en soufflerie ou bassin de carène. Deux mondes scientifiques se côtoient et très souvent s'ignorent jusqu'à la fin du XIXe siècle,. Ce gap disparaîtra sous l'impulsion de gens comme Theodore von Kármán ou Ludwig Prandtl au début du XXe siècle.
Tous ces développements sont supportés par les développements de l'industrie : hydrodynamique industrielle, constructions navales et aéronautique.

### Époque récente
Le calcul numérique naît dans la seconde moitié du XXe siècle. Il va permettre l'éclosion d'une nouvelle branche de la mécanique des fluides, la mécanique des fluides numérique. Elle est basée sur l'avènement de calculateurs toujours plus puissants mais aussi de méthodes mathématiques permettant le calcul numérique. La puissance de calcul permet la réalisation d'« expériences numériques » qui concurrencent les moyens d'essai ou permettent l'interprétation plus aisée de ceux-ci. Ce type d'approche est couramment utilisée dans l'étude de la turbulence.
Le second fait d'importance dans cette période est l'augmentation considérable du nombre de personnes impliquées dans la recherche et développement. Les découvertes sont devenues plutôt le fait d'équipes que d'individus. Ces équipes sont pour l'essentiel américaines : l'Europe (essentiellement France, Royaume-Uni et Allemagne) a perdu son leadership.
Les domaines industriels qui justifient ces développements sont la météorologie, la climatologie, la géophysique ou encore l'océanographie et l'astrophysique. Ces domaines n'existent que par le calcul numérique, au moins pour les deux premiers.